# 戴琪
戴琪（凱瑟琳·琪·戴，1974年3月18日—）是一名臺灣裔美國人出身的貿易律師，曾任第19任美國貿易代表。大部分職業生涯在美國政府機關度過，2007年至2014年間在美國貿易代表署擔任負責中華人民共和國事务的重要律师，期間處理美國在世界贸易組織對中華人民共和國提出的爭端訴訟。她近年加入國會，曾擔任众议院筹款委员会民主党首席贸易顾问。

## 個人背景
戴琪生于美国康涅狄格州，能说流利的中文。祖父為前台灣師大中文系教授戴培之，外祖父為中華民國第一屆立法委員李宏基，父親在中國大陸出生，於台灣成長，於國立台灣大學畢業後留美归化。父親於2019年摔倒意外逝世，過去是華特·里德陸軍研究院研究員，母親仍在國家衛生院做研究。她出生時父母尚未歸化，成為一家四口首位美國公民；在华盛顿特区长大并从希德威尔友谊学校毕业，從小學到高中每個科目的成績都是A。畢業前，戴琪被耶魯大學、哈佛大學和加州理工學院三所名校錄取，她選擇讀耶魯大學，因為戴琪的父親以及前美國總統喬治·赫伯特·華克·布希和比爾·柯林頓都曾經在該校就讀。個人拥有耶鲁大学历史学文学士及哈佛法学院法律博士学位。1996年至1998年间，曾以雅礼协会讲师身份赴中国大陆，在中山大学教授英文。戴琪已婚住在華盛頓特區，父母因工作則定居马里兰州。

## 職務經歷
學成後在數間法律事務所國際貿易部門及聯邦地區法院工作過，於2003年取得律師執業資格。2007年至2014年，受僱為聯邦政府一般律師（general attorney）擔任美國貿易代表處顧問，期间于2011年至2014年出任对华贸易执法首席顾问（Chief Counsel for China Trade Enforcement）。2014年起任美国众议院筹款委员会贸易顾问，2017年升任首席贸易顾问。
2020年12月，媒体报道美国候任总统乔·拜登计划提名戴琪为新任美国贸易代表，並在12月10日正式宣布。戴琪的提名聽證會於2021年2月25日在參議院財政委員會舉行。2021年3月17日，戴琪獲美國參議院以98票贊成、無人反對的壓倒性票數通過出任美國貿易代表，缺席的两位参议员伯尼·桑德斯和廣野慶子亦曾表示支持；隔天也是她生日，在副總統賀錦麗見證下宣誓就職。

## 行事作風
在美國眾議院工作期間除美中貿易相關議題外，亦與眾議院議長裴洛西辦公室、共同負責跟川普政府溝通修改《北美自貿協定》為《美墨加協定》。當時平衡了工會、環保團體、企業遊說人士及川普政府等各方要求，即便相互牴觸，依然協助擬出讓參眾兩院壓倒性通過的協議，納入強化保護勞工與環境條款，參眾兩院議員因此對其表現印象深刻。
有關美中貿易議題上，認為川普政府看來激進但本質上仍屬守勢，應增添攻勢手段，釐清讓美國、勞工、產業及盟友更加靈活的政策目標來提升競爭力，運用補貼等誘因以助降低美國對中國進口的過度依賴。由於能力備受肯定加上中文流利，可能採取世界贸易组织體系與盟友施壓策略，使中國方面不敢輕忽這美國貿易代表，網路上也大量轉載指戴琪比余茂春更危險的文章，甚至以訛傳訛是戴笠後人。
2021年3月，戴琪就任美國貿易代表後表示，短時間內不會取消向中國貨品徵收關稅的措施，但對與中國進行貿易談判持開放態度。

## 個人生活
2022年7月，戴琪确诊感染新冠病毒。

## 外部連結
- Ambassador Katherine Tai的X（前Twitter）
- C-SPAN內的頁面（英文）